# Makro-karipski jezici
Macro-Cariban (makro-karipski) Velika porodica indijanskih jezika i plemena iz tropske Južne Amerike, koja se vodi kao dio još veće porodice Ge-Pano-Carib, a obuhvaća uz porodicu Cariban i porodice: Boran, Huitotoan i Peba-Yagua i dva posebna malena jezika Andoke i Kukurá. 
Greenberg (1987) je dijeli na porodice:
A) Andoke
B) Cucura
C) Peba-Yaguan
D) Bora-Witoto
E) Carib

## Vanjske poveznice
- Tronco Macro-Caribe